# Mustelus lenticulatus
Mustelus lenticulatus är en hajart som beskrevs av Phillipps 1932. Mustelus lenticulatus ingår i släktet Mustelus och familjen hundhajar. IUCN kategoriserar arten globalt som livskraftig. Inga underarter finns listade i Catalogue of Life.